# Ghana National College
Pour les articles homonymes, voir GNC.
Le Ghana National College (GNC) est un lycée à Cape Coast, au Ghana. Il est classé comme l'une des meilleures écoles du pays.  

## Aperçu
Il a été fondé le 20 juillet 1948, avec des professeurs licenciés du St Augustine's College (en) et de la Mfantsipim School (en). Le collège a été fondé par le premier président ghanéen Kwame Nkrumah en utilisant ses propres fonds, pour huit étudiants qui avaient été expulsés par l'administration coloniale britannique de St Augustine's College. L'expulsion résulte d'une marche de protestation, organisée en solidarité avec Nkrumah, qui a ensuite été emprisonné. Le Ghana National College a été créé le vendredi 16 juillet 1948 à Cape Coast, pendant une période d'agitation pour l'autonomie gouvernementale de la Gold Coast d'alors. Ironiquement, il a été nommé Ghana National College neuf ans avant que la Gold Coast n'accède à l'indépendance en 1957, et que le payssoit nommé Ghana. 

## Anciens élèves notables
En 2014, le Collège a créé un Temple de la renommée pour honorer les anciens. Les premiers intronisés étaient Francis Allotey, Samuel Sefa-Dedeh, Jophus Anamuah-Mensah, Anthony Annan-Prah, David Taylor, Lee Tandoh-Ocran et Kobby A. Koomson.  Parmi les autres anciens élèves notables figurent : 
- Kwesi Armah (en), ancien haut-commissaire du Ghana au Royaume-Uni
- Général Emmanuel Alexander Erskine (en), premier commandant de la FINUL
- Gladys Asmah - ancienne ministre des Pêches
- Anthony Annan - footballeur international ghanéen / Schalke 04
- Nana Awere Damoah (en) - auteur ghanéen
- Diana Hamilton - musicienne ghanéenne
- Abeiku Santana (en) - personnalité radio
- Charlotte Osei - ancienne présidente de la Commission électorale du Ghana